# Église Saint-Publius de Floriana
L'église paroissiale Saint-Publius est une église catholique située à Floriana, à Malte, dont la dédicace intervint le 15 mars 1844.

## Visite de Benoît XVI
Benoît XVI a célébré une messe dans l'église le 18 avril 2010 à l'occasion de son voyage à Malte dans le cadre des célébrations du 1950e anniversaire du naufrage de l'apôtre saint Paul à Malte.